# コネクティビズム
コネクティビズム (connectivism) とは、デジタル時代の学習を理解するための理論的枠組みの一つで、 Webブラウザ、検索エンジン、Wiki、オンラインフォーラム、ソーシャルネットワークなどインターネット技術が生み出した新しい学習の経路を重視する。「結合主義」と訳されることがあるが、この訳語は心理学・認知科学におけるコネクショニズムに対しても用いられる。
現代技術が人々の生活・コミュニケーション・学習の仕方に与える影響に注目することから「デジタル時代の学習理論」という呼び方がある。技術の発展は、ネットを活用してデジタル以前の時代には考えられなかったような方法で知識を学び、互いに共有することを可能にした。学習は個人の中で完結するだけでなく、様々なネットワークにわたって行われている。コネクティビズムは知識それ自体をネットワークと捉え、学習をパターン認識のプロセスと見なす。
ジョージ・シーメンズは構成主義のような従来理論とコネクティビズムを分かつ点についてこう述べている。「学習（利用可能な知識と定義する）は我々の外部に存在しうる（組織やデータベースの中に）。専門化された情報の集まりの間にコネクションを見出すことが学習の中心となる。そして、我々がさらに多くを学ぶことを可能にするそのようなコネクションは、現在何を知っているかよりも重要である」。
コネクティビズムはカオス理論、ネットワーク理論、複雑性理論、自己組織化理論から取り入れた原理を統合したものだとされる。レフ・ヴィゴツキーの最近接領域やユーリア・エンゲストロームの活動理論とも類似点がある。

## 歴史
コネクティビズムは2005年に発表された2編の文献によって提唱された。ジョージ・シーメンズの「コネクティビズム: ネットワーク創造としての学び (Connectivism：Learning as Network Creation」、およびスティーヴン・ダウンズの『結合的知識への入門 (An Introduction to Connective Knowledge)』である。これらはブログ界で大きく注目され、コネクティビズムをデジタル時代の学習理論と見なせるかについて長きにわたる議論を引き起こした。2007年にはマニトバ大学の主催でコネクティビズムに関するオンライン会議が開催された。シーメンズとダウンズは2008年に史上初のMOOC（大規模オープンオンライン学習コース）である「コネクティビズムと結合的知識 (Connectivism and Connected Knowledge)」を開講し、理論を実践に移した。

## 原理
シーメンズが初期に唱えたコネクティビズムの原理は以下のようなものである。
- 学習と知識は意見の多様性に支えられている。
- 学習とは専門化されたノード（情報源）をつなげていくプロセスである。
- 学習は非人間の器具の内にも存在しうる。
- 知識を広げる能力は、現在持っている知識よりも重要である。
- 継続的な学習を支援するにはコネクションを維持し育成しなければならない。
- 異なる分野や考え方、概念の間にコネクションを見出す能力はコアスキルの一つである。
- 最新性（currency, 知識が正確でアップデートされている状態）こそ学習活動を行う目的である。
- 意思決定はそれ自体が学習プロセスである。何を学ぶか、得た情報をどう意味づけするかの決定は、変化し続ける現実を念頭に置いて行われる[訳語疑問点]。今正しい答えがあったとしても、その決定に関わる情報の風向きが変わることで、明日には間違いになっているかもしれない。

## ノードとリンク
コネクティビズムの中核には、ノードとコネクション（結線）からなるネットワークのメタファーがある。アラー・アルダードーらの説明によると、組織・情報・データ・意見・概念など、別のノードと接続できるものすべてがノードとなりうる。ノードにはニューラル（脳神経ネットワーク）、概念的・内的（抽象概念のネットワーク）、外的（メディアや情報ネットワーク）の三つのレベルがある。
コネクションは頻繁に変化・生成・消滅するため、ネットワークは動的なものである。コネクションは向きを持っていたり強さが異なる場合がある。この意味で、ノードAとノードBをAからBの向きにつなぐコネクションはBからAの向きにつなぐものと同一ではない。特殊なコネクションとして「自己接続」や「パターン」などがある。自己接続コネクションはノードをそれ自体につなぐもので、回帰型ニューラルネットワークと類似している。パターンは「コネクションの集合で一つのまとまりと見られるもの」と定義でき、ネットワーク中で意味を持つ最小単位となる。
知識が各ノードに分散している認知システムの構築という概念は、ニューラルネットワークにおけるパーセプトロン（人工ニューロン）で最初に確立されたものである。コネクティビズムにおける学習モデルはニューラルネットワークを利用した機械学習と多くの共通点がある。
コネクティビズムにおける学習は、コネクションを作り出すことでネットワークを拡張したり複雑さを増大させるプロセスと見なされる。ダウンズが述べているように「本質的にコネクティビズムとは、ネットワークを形成するコネクションの全体に知識が分散されているという命題であり、したがって学習はそのようなネットワークを構築し、縦横に利用する能力からなる」。ネットワークのメタファーからは、多くの学習理論の礎石である「ノウハウ (know-how)」と「ノウホワット (know-what)」の概念を補完するものとして「ノウホウェア (know-where)」が得られる。これは「ある知識が必要なとき、どこへ行けば見つけられるか理解していること」を指す。

## 教授法として
ダウンズはコネクティビズムにおける教授と学習を次のように要約している。「教えることはモデルとなって手本を示すことであり、学ぶことは実践し省察することである」。ダウンズによると、コネクティビズムは知識を獲得される実体のようには扱わない。その点では構成主義やアクティブ・ラーニングと共通しているが、それらの理論が知識を命題的に表現しうるものとみなすのに対して、コネクティビズムにおける知識とは行動によって形成される一連のコネクションのことである。教育という観点からは、知識の伝達や意味の構築といった従来的な学習プロセスに代わって、学習者個人のみならず周囲の社会をネットワーク的に発展させる活動が重要となる。
2008年にシーメンズとダウンズは「コネクティビズムと結合的知識」と題するオンライン講座を開講した。コネクティビズムを題材にすると同時に、自身で打ち立てた思想の一部を実行に移そうとしたものである。受講を希望する者すべてに無料で門戸が開かれ、世界で2000人以上が登録した。「Massive open online course (MOOC、大規模オープン・オンライン・コース)」とはこのモデルを指す言葉である。コンテンツはすべてRSSフィードを通じて提供されており、学習者はMoodleのスレッド式掲示板やブログ投稿、Second Life、同期型オンライン会議など望みのツールを用いて参加することができる。2009年と2011年にも同じコースが開講された。

## 批判
コネクティビズムが新しい学習理論だという考えは広く受け入れられていない。プレン・フェルハーヘンはコネクティビズムがむしろ「教授法的な見方」だと述べた。
比較対象による文献レビューを行ったコネクティビズムの論文がないため、コネクショニズム（ニューラルネットワークモデルに基づく認知研究）の概念を社会システムに適用しようと試みた社会的分散認知（ハッチンズ、1995年）のような先行理論との関係は評価しにくい。古典的な認知理論の一つである活動理論（ヴィゴツキー、レオンチェフ、ルリヤなど、1920年代～）は、人間を状況に埋め込まれたアクターと見なし、学習を主体（学習者）・対象（課題ないし活動）・道具ないし媒介的アーティファクトの三者を通じて考えるよう提案した。社会的認知理論（バンデューラ、1962年）は、人は互いを観察することで学ぶと主張した。社会的学習理論（ミラーとドラード）はこの考えをさらに精緻にした。状況的認知 (ブラウン、コリンズ、デグッド、1989年。グリーノ、ムーア、1993年）は社会的・文化的・物理的な文脈の中に埋め込まれた活動の中に知識が存在するとし、概念的知識の貯蔵と検索ではなく臨機応変の思考を必要とするような知識と学習のモデルを提案した。実践共同体（レイヴ、ウェンガー、1991年）は情報や経験を集団と分け合うプロセスが成員相互の学び合いを可能にするとした。集団的知性（レヴィ、1994年）は集団に共有される知性で、共同と競争の中から発生するものを論じた。
ビル・カーは学習環境が技術発展に影響されたとしても従来の学習理論で事足りると主張した。リタ・コップとエイドリアン・ヒルは、コネクティビズムを独立した学習理論とみなさないながらも、「学習者の自律性が拡大して教師から主導権が移っていくような新しい教授法を生み出し発展させる上で、コネクティビズムは重要な役割を果たし続けるだろう」という所見を述べている。
アラー・アルダードーはコネクティビズムとニューラルネットワークの関係を検討している。アルダードーによると、ニューラルネットワークを用いた教師あり機械学習には構成主義の原理が取り入れられているが、コネクティビズムは教師なし学習に対応する。
モハメド・アリーは、世界が変わってよりネットワーク化されたことで、このグローバルな変化以前に作られた理論は重要性を減じたと認めている。その一方で「必要とされているのはスタンドアロンな新理論ではなく、オンライン教材をデザインする指針とするために様々な学習理論を統合したモデルなのである」とも主張している。
モハメド・アミン・チャティはコネクティビズムが学習に不可欠な概念をいくつも欠いていると指摘している（内省、失敗からの学び、誤り検出・訂正、探求など）。チャティはコネクティビズムのほか複雑系理論やダブルループ学習を基にして「ネットワークとしての学習（Learning as a network, LaaN）」理論を提唱した。LaaN理論は学習者を出発点に置き、個人的な知識ネットワークを構築し続けることを学習と位置付ける。